# Hapalogaster
Hapalogaster is een geslacht van kreeftachtigen uit de klasse van de Malacostraca (hogere kreeftachtigen).

## Soorten
- Hapalogaster cavicauda Stimpson, 1859
- Hapalogaster dentata (De Haan, 1849)
- Hapalogaster grebnitzkii Schalfeew, 1892
- Hapalogaster mertensii Brandt, 1850